# Athyrium palustre
Athyrium palustre är en majbräkenväxtart som beskrevs av Shunsuke Serizawa.
Athyrium palustre ingår i släktet Athyrium och familjen Athyriaceae. Inga underarter finns listade i Catalogue of Life.